# ماه‌پایه
ماه‌پایه از طبقه‌های بهشت در دین زرتشت است که  پایین تر از گروتمان قرار دارد. در ماه پایه روان‌هایی قرار دارند که دستورهای گفتار نیک را انجام داده‌اند و هرچند همه دستورهای دینی را عملی نکرده‌اند اما کارهای نیک بیشمار انجام داده‌اند و هنگام ورود فروغشان به روشنایی ماه می‌گردد.